# The Wackness
The Wackness (prt: Wackness - À Deriva; bra: Doidão) é um filme estadunidense de 2008, do gênero comédia dramática, escrito e dirigido por Jonathan Levine para a Sony Pictures Classics.

## Sinopse
No verão de 1994, Luke Shapiro é um jovem que está prestes a se formar em maconhiçe. Seus pais vivem brigando e sua família vive um constante risco de despejo. Luke passa o dia vendendo maconha e tentando perder a virgindade. Até que Luke faz um pacto com o Dr. Squires, um psiquiatra que enfrenta problemas conjugais: troca sessões de terapia por maconha. Mas quando Luke se apaixona por Stephanie, a bela enteada do Dr. Squires, acaba causando mais problemas para eles.

## Elenco
- Ben Kingsley – Dr. Jeffrey Squires
- Josh Peck – Luke Shapiro
- Famke Janssen – Kristin Squires
- Olivia Thirlby – Stephanie Squires
- Mary-Kate Olsen – Union
- Method Man – Percy
- Aaron Yoo – Justin
- Jane Adams – Elanor
- Talia Balsam – Sra. Shapiro